# ماريوس اليكسي
ماريوس اليكسي (بالرومانية: Marius Alexe)‏ (22 فبراير 1990 بوخارست الأفلاق - ) هو لاعب كرة قدم روماني، يلعب كمهاجم.

## روابط خارجية
- ماريوس اليكسي على موقع الاتحاد الأوربي (الإنجليزية)
- ماريوس اليكسي على موقع اتحاد تركيا (لاعب) (الإنجليزية)
- ماريوس اليكسي على موقع قاعدة بيانات كرة القدم.إي يو (الإنجليزية)
- ماريوس اليكسي على موقع ناشيونال فوتبول تيمز (الإنجليزية)
- ماريوس اليكسي على موقع Soccerway.com (الإنجليزية)
- ماريوس اليكسي على موقع عالم كرة القدم.نت (الإنجليزية)
- ماريوس اليكسي على موقع AS.com (الإسبانية)